# فرانك ميرفي (موظف مدني)
فرانك ميرفي (بالإنجليزية: Frank Murphy)‏ هو موظف مدني أسترالي، ولد في 12 مارس 1893، وتوفي في 18 يناير 1949.